# Castello Mediceo (Ottaviano)
Das Castello Mediceo ist eine Burg aus dem 10. Jahrhundert in Ottaviano in der italienischen Region Kampanien. Sie liegt in der Via Salita San Michele. Die Burg aus langobardischer Zeit gehörte später einem Zweig der florentiner Familie Medici.

## Geschichte
Die vermutlich vor dem Jahr 1000 errichtete Burg wird das erste Mal in offiziellen Dokumenten über die Flucht von Papst Gregor VII. erwähnt; dieser wohnte dort auf der Flucht vor dem Kaiser Heinrich IV.
Später erbte die Tochter von Giuseppe de’ Medici, Maria, die Burg; sie heiratete den Fürsten von Miranda und wurde somit Fürstin von Miranda. Von da ab blieb die Burg immer in Besitz der weiblichen Erben, bis sie in Besitz der Fürstenfamilie der Lancelottis von Lauro kam.
1980 verkaufte Donna Maria Capece Minutolo, Witwe Lancelotti, den Palast für nur 270 Mio. Lire an eine Gesellschaft, die vom Boss der Camorra, Raffaele Cutolo, geleitet wurde, dessen Eltern für die Fürsten Lancelotti als Wächter gearbeitet hatten. 1991 wurde die Burg auf Basis des Rognoni-La Torre-Gesetzes konfisziert. Nach vier Jahren, am 8. September 1995, wurde sie an die Gemeinde Ottaviano vermietet.
In der Burg gab es im Laufe ihrer Geschichte andere feudale Bewohner. Darunter waren (im 13. Jahrhundert) Tommaso d’Aquino, der Großvater des berühmten gleichnamigen Heiligen und Kirchenlehrers, Gurrello Origlia (1408) und später nacheinander seine Söhne Raimondo, Pietro und Giovanni bis 1419, Fabrizio Maramaldo (von 1532 bis 1551), Cesare I. Gonzaga und sein Sohn, Ferrante II. Gonzaga, die Fürsten von Molfetta (von 1551 bis 1567), bis zu ihrer Übernahme durch die Familie Medici. Im Mai 1567 kaufte Bernadetto de' Medici, Angehöriger des Nebenzweiges der Medici di Ottajano, die Burg mit dem umliegenden Lehen für 50.000 Dukaten von der Familie Gonzaga di Molfetta. Genau in dieser Zeit wurde die Burg zu einem Renaissancepalast. Da Gebäude blieb bis 1894 in den Händen der Familie Medici di Ottajano; in diesem Jahr starb der letzte männliche Nachfahre der Familie,‘Giuseppe de’ Medici di Ottaviano (1843–1894).  

## Name
Das Gebäude wird auch „Palazzo Mediceo di Ottaviano“ genannt. Es ist aber vom Palazzo Medici di Ottoviano im Viertel Chiaia in der Stadt Neapel zu unterscheiden.